# المجلة الأمريكية لعلم الأوبئة
المجلة الأمريكية لعلم الأوبئة (AJE) لمجلة علم الاوبئه الأميركية (AJE)هي مجلة لعرض النظير لنتائج البحث التجريي ونماذج وجهة النظر والتطورات المنهجية في مجال البحث الوبائي . و رئيس تحريرها الحالي هو الدكتور إنريكي شيسترمان
تنشر المقالات بشكل نصف شهري وتتم فهرستها بواسطه ببميد وإيمباس وعدد أخر من قواعد البيانات.
(AJE) تعرض خيارات وصول مفتوحة للمؤلفين ، وتنشر نصف شهرية .
```
يتم تخصيص مقالات كاملة تناقض قضايا وملخصات المقابلات الأكاديمية  في  (جمعية أبحاث الوبائيات ، مؤتمر أمريكا الشمالية لعلم الأوبئة) ، وتاريخ خدمة المخابرات الوبائية 
لمراكز السيطرة على الأمراض والوقاية منها
 (CDC) ، 
[
1
]
 وحياة 
جورج دبليو كومستوك
  
[
2
]
 والاحتفال بالذكرى السنوية البارزة لمدارس الصحة العامة ( مدرسة جامعة كاليفورنيا في بيركلي للصحة العامة ،  ؛ 
[
3
]
 كلية الصحة العامة و 
طب المناطق الحارة
 
بجامعة تولين
 ؛ 
[
4
]
 مدرسة جونز هوبكنز بلومبرج الصحة العامة ). 
```

تحتل المجلة حاليًا المرتبة الخامسة في مجال علم الأوبئة وفقًا لـ جوجل سكولار.  يبلغ عامل التأثر 4.473 (اعتبارًا من 2018) وعامل التأثر لخمسة سنوات 5.419 وفقًا لتقارير الأستشهاد بالمجلات الأكاديمية . 

## التاريخ
تأسست المجلة في عام1920وكان إسمها الاصلي المجلة الأميركية للنظافه ،
وفي عام1965 اكتسبت إسمها الحالي المجلة الأميركية لعلم الأوبئة .
أنشئت في البداية في قسم علم الأوبئة في كلية جونز هوبكنز بلومبرج للصحة العامة ويتم نشرها بالتعاون مع جمعية أبحاث الوبائيات .

## رؤساء التحرير: الماضي والحاضر
- وليام هـ. ولش (1920-1927)
- روسكو هايد (1927–1938)
- مارتن فروبيشر (1938–1948)
- ديفيد بوديان (1948-1957)
- فيليب سارتويل (1957-1958)
- أبراهام أوسلر (1958-1965)
- نيل ناثانسون (1965–1979)
- جورج دبليو كومستوك (1979-1988)
- مويسيس زكلو (1988-2019)
- إنريكي شيسترمان (2019 – الآن)